# مهدی نصیراوغلو
 مهدی نصیراوغلو  بازیکن سابق فوتبال اهل ایران است. وی سابقه بازی در تیم‌های شاهین تهران و تاج تهران را دارد.
وی سابقه ۴ بازی ملی نیز در کارنامه دارد.